# Stráž (Krkonošské podhůří, 630 m)
Stráž (někdy uváděný jako Strážník, latinsky Custodius,  německy Wachberg) je vrchol ležící v Krkonošském podhůří, asi 800 metrů východně od Studence. V raném středověku tento vrch sloužil jako strážní při zemské stezce. První písemná zmínka o něm pochází z roku 1395, kdy na vršku stála tvrz, která patřila nedalekému hradu Levín. V 16. století vrch přešel do vlastnictví Trčků z Lípy a roku 1584 do vlastnictví Janu Stráníkovi z Kopidlna, po bitvě na Bílé hoře ho získal Albrecht z Valdštejna. Dále majitelé byli Jindřich Grodecký z Grodce, Kotulínští z Kotulína a Křížkovic a od roku 1710 hrabata Choriňští z Ledce.

## Turistika
Přes úbočí vrchu vede červená turistická trasa, která přichází z jihu z Levínské Olešnice a vede středem Studence k rozcestí Pod Stráží. Dále pak pokračuje na křižovatku Na Špici v severní části Studence a poté přes Rovnáčov a vrch Hůra (567 m) do Martinic.
Na vrcholu se nachází odpočinkové místo s dřevořezbou permoníka vytvořenou z kmene tamního smrku.